# Calassomys apicalis
Calassomys apicalis — єдиний вид роду Calassomys, гризун родини Cricetidae. Мешкає на сході Південної Америки. Цей вид гризунів є ендемічним для східної Бразилії, а саме для гір Еспіньясо в національному парку Семпере Вівас на висоті понад 1000 м над рівнем моря.